# Alain Connes
Alain Connes (Draguignan, 1º aprile 1947) è un matematico francese.

## Biografia e attività
Laureato in matematica alla École normale supérieure di Parigi, è attualmente professore al Collège de France (Parigi), all'Institut des Hautes Études Scientifiques (Bures-sur-Yvette) e alla Vanderbilt University (Nashville).
È uno specialista di algebre di Von Neumann, e si deve a lui la classificazione dei fattori iniettivi.
Vi sono dei collegamenti degni di nota fra questo argomento, gli strumenti che lui e altri hanno creato per affrontare il problema, e altri argomenti di fisica teorica, fisica delle particelle e geometria differenziale. Questi collegamenti lo hanno portato a enfatizzare la geometria non commutativa (che è anche il titolo del suo libro principale finora).
Insieme a Carlo Rovelli ha formulato un modello covariante della teoria quantistica di campo, sull'ipotesi del tempo termico.

### Lo spazio-tempo di Connes
Il matematico francese ha teorizzato un nuovo modello per descrivere lo spazio-tempo e l'universo. Il suo modello matematico boccia la teoria delle stringhe, e tenta una sintesi fra la relatività generale e la meccanica quantistica.

#### Rigetto della teoria delle stringhe
Secondo la teoria delle stringhe, le particelle elementari sarebbero entità non puntiformi che vibrano, e, a determinate frequenze, creano una risonanza che produrrebbe le altre particelle elementari. È infinito l'insieme delle frequenze che possono creare una risonanza di stringhe e la generazione di altre particelle elementari.
Connes boccia la teoria delle stringhe perché tale modello teorizza l'esistenza di un'infinità di particelle elementari non ancora scoperte, quante sono le frequenze alle quali le stringhe possono vibrare entrando in risonanza.

#### Il modello di Connes e la relatività generale
Secondo la teoria della relatività generale, lo spazio tempo è paragonabile alla "superficie di un foglio di gomma deformabile a piacere", e lo spostamento da un punto all'altro della superficie fa variare tutte e quattro le coordinate con continuità.
Secondo il matematico francese, l'universo è descrivibile con due continuum identici, che, come quello di Einstein, sono due spazio-tempo di quattro dimensioni ciascuno, separati da una dimensione discreta. Connes, quindi, "raddoppia" lo spazio-tempo di Einstein, e introduce una dimensione discreta.
Riprendendo l'esempio precedente del foglio, lo spazio-tempo di Connes è paragonabile a un foglio a due facce "dove ogni faccia è uno spazio a quattro dimensioni continue e lo spessore del foglio è una dimensione concreta".

### La geometria non commutativa e lo spazio-tempo secondo altri fisici
La geometria non commutativa di Connes è una geometria non euclidea in cui le coordinate dei punti, quali latitudine longitudine e altezza, sono descritte da grandezze che non commutano tra loro.
Secondo alcuni fisici (Sergio Doplicher, Klaus Fredenhagen e John Roberts prima, con Dorothea Bahns, Klaus Fredenhagen, Gherardo Piacitelli), non solo le tre dimensioni spaziali, ma l'intero spazio-tempo sono descrivibili con la geometria non commutativa.
Questa proprietà non commutativa coimplica l'esistenza di termini di indeterminazione di Heisenberg.
L'indeterminazione delle 4 dimensioni dello spazio-tempo, secondo questa parte della fisica, è confermata sia dalla relatività generale che dalla meccanica quantistica:
- in base alla meccanica quantistica, misure estremamente precise di una coordinata si possono eseguire solo al prezzo di trasferire al sistema una energia almeno dell'ordine di grandezza delle quantità in gioco nel principio di indeterminazione di Heisenberg;
- in base alla relatività generale, questa energia, come massa equivalente, genera anch'essa una forza di attrazione gravitazionale. Se si desidera localizzare il nostro evento con una precisione troppo elevata, questa forza potrebbe impedire a ogni segnale uscente dalla zona osservata di raggiungere un osservatore lontano.

## Riconoscimenti
- nel 1982 ha ricevuto la Medaglia Fields
- nel 2001 gli è stato assegnato il Premio Crafoord
- nel 2004 la medaglia d'oro del Centre national de la recherche scientifique

Appartiene all'Accademia francese delle scienze nonché a numerose accademie e società scientifiche straniere, come l'Accademia Reale Danese di Scienze e Letteratura, l'Accademia Norvegese di Scienze e Letteratura, l'Accademia russa delle scienze e l'Accademia Nazionale delle Scienze degli Stati Uniti d'America.

## Libri
- André Lichnerowicz, Alain Connes, Marco Schützenberger: Triangle of Thoughts, AMS Press
- Alain Connes, (trad.: Andrea Migliori): La Geometria e il Mondo dei Quanti, 2022, Edizioni Dedalo